# Théophile Ferré

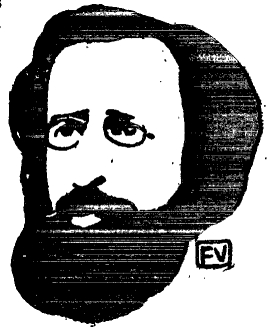
Théophile Ferré, träsnitt av Félix Vallotton.

Charles Théophile Ferré, född 6 maj 1846, död 22 november 1871, var en fransk revolutionär.
Ferré var en ivrig anhängare av Louis Auguste Blanqui, och bedrev under kejsardömets sista år en livlig revolutionär propaganda och intog en ledande ställning inom Pariskommunen. Ferré hotade att döda de personer, som kommunen tagit som gisslan, om regeringstrupperna dödade kommunarder, en hotelse, som han lät gå i verkställighet, när Paris intagits. Ferré blev ställd inför krigsrätt och arkebuserad.